# 喪服を着た花嫁
『喪服を着た花嫁』（もふくをきたはなよめ）は、1990年にテレビ朝日系「土曜ワイド劇場」で放送されたテレビドラマ。主演は若村麻由美。視聴率は21.6%。

## キャスト
- 北上八重（婚約者を殺害された女性） - 若村麻由美
- ミカミ（目黒西署刑事） - 藤堂新二
- 朝吹正彦（朝吹出版社長） - 堀内正美
- クミコ（八重の婚約者のアパートに毎週土曜日に訪れていた女） - テレサ野田
- 目黒西署主任刑事 - 若林哲行
- 目黒西署刑事 - 井上高志
- クミコの夫 - 木村元
- 鷹取芳雄（朝吹出版専務取締役） - 三浦浩一
- 富田恵子、石田新、植木まり子、星野雄史、原元泰治、藤田敏章、斉藤智美、後藤明、和泉今日子、久木念、記平佳枝、門脇三郎、側見民雄、岬真吾、秋篠佳子、松井千佳、大村浩之、東健一郎、立花大介、清水進一、今井耐介

## スタッフ
- 原作 - 鮎川哲也『鍵孔のない扉』
- 脚本 - ちゃき克彰
- 監督 - 山本迪夫
- 音楽 - 藤野浩一
- プロデューサー - 渡邊毅、大井素宏
- 制作 - テレビ朝日、東宝